# Alexander Branczyk

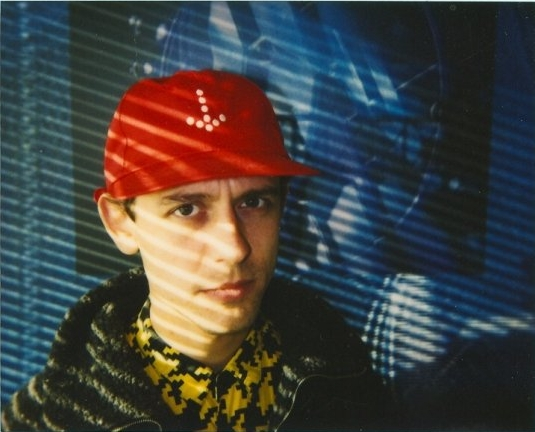
Alexander Branczyk

Alexander Branczyk (* 21. März 1959 in Frankfurt am Main) ist ein deutscher Grafik- und Schriftdesigner.

## Leben
Branczyk studierte Visuelle Kommunikation an der Hochschule für Gestaltung in Offenbach am Main bei Friedrich Friedl. 1988 zog er nach West-Berlin, wo er zunächst bis 1994 Projektleiter bei Erik Spiekermanns Markenberatung MetaDesign war. 1990 gestaltete Branczyk für Bündnis 90/Die Grünen den ersten Bundestagswahlkampf nach der deutschen Wiedervereinigung in den neuen Bundesländern. Anschließend gründete er mit Partnern das Frankfurter Designunternehmen xplicit Gesellschaft für visuelle Kommunikation mbH. Ab dem Jahr 2000 führte er das Berliner xplicit Büro, das seit 2019 als czyk Labor firmiert.
Als Art Director der Musikzeitschrift Frontpage (1992–1997) erntete Branczyk internationale Anerkennung in der Designszene. Der Mitherausgeber des experimentellen Typografie-Magazins F2F und eines Buches über internationale Schriftentwerfer (Emotional–Digital) war von 2003 bis 2005 Gastprofessor für Typografie an der Bauhaus-Universität Weimar. Er veranstaltete dort die Vortragsreihe Mehrlicht mit 60 Referenten aus der internationalen Designszene. Mit seinen Studenten veranstaltete Branczyk von 2003 bis 2008 das internationale Symposium Typogravieh lebt. Beim Berliner Designmai 2005 waren er und seine Studenten vertreten mit dem konsumkritischen Kaufhaus Aldi Huxley. Seit dem Jahr 2012 war er Vertretungsprofessur für Typografie an der Fachhochschule Dortmund, wo er im Winter 2012 gemeinsam mit Ulrike Brückner und Lars Harmsen die studentische Design-Plattform Sugarscroll initiierte.
Branczyk ist Entwerfer von etwa 100 Schriften (wie F2F Labyrinth, F2F Czykago, F2F FEZ-Berlin oder F2F Duravit), die er u. a. 1996 auf der International Design Conference in Aspen (IDCA), USA, präsentierte, darunter auch Hausschriften für die Musikzeitschrift Frontpage und deutsche Wirtschaftsunternehmen.
Aus seiner Beziehung mit Sibylle Schlaich gingen zwei Kinder (* 1997, 2001) hervor.

## Aktivitäten/Beteiligungen
- Seit 1994 Partner des Typografie-Kollaboratoriums Face2Face
- Seit 1998 Partner der mind21 factory for knowledge engineering, gemeinsam mit Thomas Nagel und Georg Flachbart.
- 2001–2004 Editor des Bilderdienstes ƒStop

## Veröffentlichungen
- emotional_digital – A. Branczyk, J. Nachtwey, H. Nehl, S. Schlaich, J. Siebert, Mainz: Verlag Hermann Schmidt, 1999. ISBN 3-87439-439-5
- Frontpage – 90er-Jahre Techno-Musikmagazin (Art Director)
- F2F – Schrift- und Typografiemagazin (1994–1998, Mitherausgeber)
- Der typografische Spielfilm von Face2Face. Mainz 1998, Director: Alexander Branczyk, ISBN 3-87439-464-6